# Vigošte
Vigošte (en serbe cyrillique : Вигоште) est une localité de Serbie située dans la municipalité d'Arilje, district de Zlatibor. Au recensement de 2011, elle comptait 1 170 habitants.
Vigošte est officiellement classé parmi les villages de Serbie.

## Démographie

### Évolution historique de la population
| 1948 | 1953 | 1961 | 1971 | 1981 | 1991 | 2002  | 2011  |
| ---- | ---- | ---- | ---- | ---- | ---- | ----- | ----- |
| 571  | 583  | 443  | 371  | 610  | 970  | 1 034 | 1 170 |

|  |

## Personnalité
L'écrivain Dobrilo Nenadić est né en 1940 à Vigošte.